# Spanghero (entreprise)
Pour les articles homonymes, voir Spanghero.
Spanghero est une entreprise française, créée en 1970 et fermée en 2013, de conserverie et d'élaboration de produits alimentaires à base de viande commercialisée sous la marque À la table de Spanghero et pour les marques de distributeurs, négoce de minerais de viande.
La société créée par la famille Spanghero et domiciliée à Castelnaudary dans l'Aude, est, de 2009 à 2013, détenue à 90 % par la coopérative basque Lur Berri avant d'être reprise par Laurent Spanghero et d'être renommée La Lauragaise.

## Histoire

### Création
La société est créée en 1970 à Castelnaudary sous le nom de « Spanghero SA » par Claude et Laurent Spanghero, deux personnalités du rugby à XV français,. Elle se spécialise dans l'abattage et reprend l'abattoir municipal de Castelnaudary. Dans les années 1990, la société est gérée par Claude et Guy Spanghero. 

### Années 2000
Durant les années 2000, l'entreprise se diversifie dans la transformation des viandes et la production de plats cuisinés haut de gamme, notamment des conserves de cassoulet réputées. Elle emploie jusqu'à 500 salariés,.
À la fin de la décennie, le groupe Spanghero est fragilisé par la crise de l'agroalimentaire et traverse des difficultés financières. La famille contrôle alors 50,4 % des parts, le reste étant détenu par la coopérative agricole Arterris (33 %) et par Arcadie Sud-Ouest (16,4 %), une filiale de la coopérative basque Lur Berri. En avril 2009, après un an de négociations, le groupe est racheté pour un euro symbolique par Lur Berri,. La coopérative, qui injecte 5,4 millions d'euros, devient actionnaire majoritaire avec 90 % des parts de l'entreprise. À l'issue de l'accord, le directeur général Jean-Marc Spanghero conserve son poste. Barthélémy Aguerre, vice-président d'Arcadie Sud-Ouest, prend la direction du conseil d'administration.
« Spanghero SA » est rebaptisée « À la table de Spanghero » en 2011. En juin de la même année, la société rappelle préventivement douze tonnes de steaks hachés suspectés de contamination à la bactérie E.Coli. L'Agence française de sécurité sanitaire des aliments (Afssa) effectue des analyses qui concluent à l'absence de bactéries pathogènes,,.
En 2012, Spanghero compte 360 salariés et son chiffre d'affaires s'établit à 65 millions d'euros. Jean-Marc Spanghero quitte la société en février 2012 pour rejoindre Keystone Foods, filiale du groupe agroalimentaire brésilien Marfrig.

## Fraude à la viande de cheval
La société Spanghero est impliquée dans l'affaire du « Horsegate » qui éclate en janvier 2013. Elle est accusée d'avoir frauduleusement vendu à l’usine Tavola de Capellen, filiale de Comigel qui fournit Findus, du minerai de viande de bœuf en réalité composé de viande de cheval,. La société a fait savoir dans un communiqué qu'elle n'a pas transformé la viande et qu'elle l'a commercialisée en l'état, rejetant la faute sur les abattoirs roumains qui l'ont fournie à l'origine. 
La société aurait acheté 42 tonnes de viande de cheval au début du mois de janvier, la viande d'origine roumaine selon les autorités françaises, aurait été achetée par la société de trading chypriote Draap Trading Ltd, dont le directeur néerlandais Jan Fasen confirme qu'il a acheté en Roumanie et revendu à « À la Table de Spanghero » de la viande de cheval. Elle a ensuite été revendue à la société de préparation Comigel qui fournit Findus, Picard, Tesco, Cora et la plupart des enseignes de la grande distribution,. En janvier 2012, Jan Fasen avait été condamné par le tribunal de Bréda (Pays-Bas) à neuf mois de prison ferme pour avoir vendu de la viande de cheval sud-américain comme étant du bœuf allemand halal. Il avait falsifié des documents et trompé plusieurs sociétés en Europe,.
Le 14 février 2013, Benoît Hamon, ministre délégué chargé de l'économie sociale et solidaire, accuse Spanghero de s'être rendu coupable d'une « tromperie économique ». Selon les résultats de l'enquête administrative diligentée par les pouvoirs publics et menée par la Direction générale de la concurrence, de la consommation et de la répression des fraudes (DGCCRF), la société avait bien acheté de la viande de cheval à des abattoirs roumains (par l'intermédiaire de la société Draap Trading Ltd), puisque les documents douaniers et la « lettre de voiture internationale » en apportent la preuve. De plus, selon le ministre, « Spanghero ne pouvait, par ailleurs, pas méconnaître les prix du marché. Or le kilo de viande (censé être du bœuf) a été acheté bien en deçà des prix du marché ». Ainsi, la société « aurait réalisé un profit de 550 000 euros dans le cadre de cette fraude » a renchéri Benoit Hamon. Stéphane Le Foll, ministre de l'Agriculture, de l'Agroalimentaire et de la Forêt, a aussitôt décidé la suspension provisoire de l'agrément sanitaire octroyé à la société Spanghero, lui permettant de traiter de la viande,.
Barthélémy Aguerre, le président de « À la Table de Spanghero » affirme que les codes douaniers à huit chiffres signalant le type de viande (commençant pour « 0201 » ou « 0202 » pour le bœuf et « 0205 » pour le cheval) n'étaient pas utilisés par la profession, prétendant ne pas en connaître sa signification et pensant qu'il s'agissait d'un simple code article. Cependant, des factures saisies au siège de l'entreprise par les enquêteurs de la DGCCRF prouveraient l'utilisation régulière de ces codes par la société. En effet, les factures reçues de la part de Draap Trading Ltd portaient bien le code « 0205 » (viande de cheval), tandis que les factures adressées par Spanghero à Comigel portaient le code « 0202 » (viande de bœuf congelé), renforçant ainsi les soupçons d'un changement frauduleux d'étiquettes au sein même de l'entreprise. Les codes utilisés sont ceux de la nomenclature NC8 qui reprend les mêmes codes que ceux de l'Union européenne.
Le 15 février 2013, la DGCCRF publie un point d'étape sur l'enquête en cours et révèle que le circuit de commercialisation incriminé porte sur plus de 750 tonnes « plus de 500 tonnes ont été livrées à l’usine Tavola (au Luxembourg) de Comigel, le reste (plus de 200 tonnes) a servi à fabriquer des merguez surgelées commercialisés sous la marque " la table de Spanghero " et qui viennent de faire l’objet d’un retrait par Spanghero. » 
Le même jour, Barthélémy Aguerre nie sa responsabilité et met en avant les 300 emplois qui dépendent de sa société, il estime avoir peut-être commis des négligences mais dit ne pas avoir eu connaissance du problème. De leur côté, les fondateurs de Spanghero s'estiment déshonorés et se disent « atterrés » par l'affaire.
Le 18 février 2013, Stéphane Le Foll annonce avoir « suffisamment d'éléments » rétablir en partie les agréments sanitaires, à savoir sur les plats cuisinés, la charcuterie et la découpe de viande. Le 22 février, le négoce de viande reste interdit à Spanghero, qui déclare renoncer à cette activité
.
D'autres filières sont touchées sans que la société Spanghero ne soit impliquée. L'attention se focalise aussi sur les sociétés de trading néerlandaises Draap et Meat Trading, la seconde faisant l'objet de perquisitions du parquet financier néerlandais. Le 28 février, la société Spanghero dépose plainte auprès du procureur de la République de Paris pour tromperie et escroquerie,,.
Le 19 mars 2013, 57 tonnes de viande de mouton britannique, susceptibles d'avoir été élaborées selon le procédé de V.S.M. (viande séparée mécaniquement), procédé interdit en Europe pour les bovins, ovins, et caprins, mais autorisé pour les volailles, ont été retrouvées dans les entrepôts de l'entreprise Spanghero de Castelnaudary, le PDG Aguerre plaide une nouvelle fois la tromperie du fournisseur. L'importation de viande ovine britannique n'est pas interdite, ce sont même les premiers fournisseurs de la France (55 % des importations en viandes fraîches), c'est le procédé V.S.M. qui est interdit.
Le 22 mars 2013, le directeur de fait de Spanghero, Jacques Poujol, est remercié par les responsables de la maison mère, la coopérative basque Lur Berri.
Le 19 avril 2013, l'entreprise ayant subi une baisse de 50 % de son chiffre d'affaires en raison des réductions ou des suspensions de commandes de ses clients et distributeurs, a été placée en liquidation judiciaire, avec poursuite d'activité pour une période de trois mois afin de rechercher un repreneur.
Le 5 juillet 2013, l'entreprise est reprise par Laurent Spanghero et est renommée par la suite La Lauragaise.
En avril 2015, Willy Selten, le grossiste néerlandais qui fournissait les établissements Spanghero a été condamné par les tribunaux des Pays-Bas pour falsification de marchandise et entâchement de la réputation des bouchers : il vendait de manière récurrente de la viande de cheval qu'il estampillait « pur bœuf ». Ce dernier était donc à l'origine du scandale alimentaire de la viande de bœuf.
Le 16 avril 2019, Jacques Poujol est condamné à deux ans de prison dont dix-huit mois avec sursis,. Il comparaissait avec trois autres prévenus dans le cadre du principal volet du scandale de la viande de cheval.